# Burnout Dominator
Burnout Dominator est un jeu vidéo de course développé par Criterion Games et édité par Electronic Arts sorti en 2007 sur PlayStation 2 et PlayStation Portable.

## Système de jeu
Burnout Dominator est un jeu vidéo de course où l'objectif est de remporter la course le plus rapidement possible, tout en percutant les concurrents ou en les envoyant dans le décor de façon à provoquer un crash.
La quasi-totalité du jeu repose sur les burnout, c'est-à-dire sur le fait de pouvoir vider entièrement sa jauge de boost sans s'arrêter ni s'écraser. 
Pour en réaliser il faut :
1. Conduire dangereusement afin de recharger sa jauge de boost.
2. Attendre que celle-ci se remplisse totalement et devienne bleue pour devenir du Super boost.
3. Conduire dangereusement avec le Super boost sans relâcher la touche boost et en faisant attention aux autres voitures ?
4. Continuer jusqu'à ce qu'il n'y ait plus de Super boost.
5. BURNOUT !
6. Si vous avez conduit suffisamment dangereusement, une seconde barre de Super boost se sera remplie entre-temps (pendant le burnout), vous pourrez directement passer à celle-ci sans lâcher la touche et continuer à vous servir du Super boost. Ainsi, avec un peu d'expérience vous enchainerez burnout sur burnout. Vous ferrez durer le Super boost pendant plusieurs secondes, voir plusieurs minutes et n'aurez même pas à lâcher la touche boost !